# Семеновська (Тарногський район)
Семено́вська (рос. Семеновская) — присілок у складі Тарногського району Вологодської області, Росія. Входить до складу Забірського сільського поселення.

## Населення
Населення — 38 осіб (2010; 49 у 2002).
Національний склад (станом на 2002 рік):
- росіяни — 100 %